# La semilla del silencio
La semilla del silencio es una película policíaca colombiana de 2015 dirigida por Juan Felipe Cano y protagonizada por Andrés Parra, Angie Cepeda y Julián Román. Fue seleccionada como una de las representantes de Colombia en la categoría de Mejor Película Extranjera en la edición n.º 89 de los Premios de la Academia, pero finalmente no fue escogida entre las nominadas.

## Sinopsis
María del Rosario Duran, una abogada que se encontraba realizando una investigación, es asesinada misteriosamente. El detective Jorge Salcedo se hace cargo del caso, viéndose envuelto en una serie de situaciones que ponen su propia vida en riesgo.
La película es un drama policiaco narrado en dos tiempos que habla acerca de los Falsos positivos en Colombia.

## Reparto
- Julián Román como Roberto Guerrero.
- Angie Cepeda como María del Rosario Durán.
- Andrés Parra como Jorge Salcedo.
- Christian Tappan como Fabrizio Méndez.
- Alejandro Buitrago como Samuel Hincapié.
- Julieth Restrepo como Lina.